# 鄧偉奇
鄧偉奇，湖廣安仁人，明朝政治人物、進士出身。
洪武十八年，登進士，授翰林院編修。